# Bényei Tamás (dzsesszzenész)
Bényei Tamás (Budapest, 1964. november 5.) Kossuth-díjas magyar dzsesszzenész, trombitás. A Hot Jazz Band együttes alapító tagja és vezetője.

## Pályafutása
Gyerekkorát Siómaroson, Balatonszabadi-falun és Siófokon töltötte.
9 évesen beiratták a Siófoki Állami Zeneiskolába. Eredetileg  vadászkürtön szeretett volna tanulni, de mivel nem oktattak ilyen hangszeren akkor, helyette trombitálni tanult – 4 évig – kiváló mestere Apáti János volt.
A trombita után önszorgalomból megtanult bendzsózni. Első színpadra lépése újdonsült hangszerével a tiszavirág életű Gold Balaton Dixieland Band-ben történt. Ezután indult el a zenészi pályafutása.
1985-ben megalakította saját öttagú dixieland bandjét, amelyet később Jazztrampsnek neveztek el. Akkoriban főleg az utcákon zenéltek, csak az utazási megkötések 1988-as eltörlése után jutottak ki nyugatra (Bécs, Párizs, Cannes).
1988-ban névváltásra került a  sor, együttesének neve azóta  Hot Jazz Band.
1989-ben a Képzőművészeti Főiskolán grafikusként diplomázott, posztgraduális tanulmányait 1991-ben fejezte be. A főiskola negyedik évében felvételizett a jazz-tanszakra is, ahol (fél évre) Tomsits Rudolf növendéke lett.
1996-ban Hungarian All Stars néven egy alkalmi formációt hozott létre (tagjai: Molnár Gyula – klarinét, Bényei Tamás – trombita, Nagy Iván (Benkó DB) – harsona, Apáti János – zongora, Juhász Zoltán – bőgő és Papa Fleigh – dob). Egy rádiós felvételen és két koncerten szerepeltek.
Szólistaként részt vett 1996-ban a Magyar-Amerikai Opera Gálán, ahol a Porgy és Bess-ben bendzsózott a Magyar Állami Operaház zenekarában. A Magyar Rádió Szimfonikusaival, három ízben szerepelt különböző gálákon.
Egyéb zenei produkciókban is részt vett, mint például a Muddy Shoes, Spo-Dee-O-Dee, Paid Holiday, Nagy Szabolcs és Gerendás Péter lemezein. Játszott továbbá, a Molnár Dixieland Band egyik lemezén, és mint alkalmi tag a Dr. Jazz Gospel Band egyetlen műsoros kazettáján.
A 2003-ban rendezett "Being Julia" című filmben statiszta szerepet vállalt, mint trombitás.

## Iskolái
- 1973 – Zeneiskola, (Siófok)
- 1979 – Képző- és Iparművészeti Szakközépiskola, (Budapest)
- 1984 – Képzőművészeti Főiskola, (Budapest)

## Díjai, elismerései
- 1998 – Louis Armstrong Nemzetközi Jazz Verseny, St. Adresse – I. díj, legjobb hangszeresnek (bendzsó) járó díj
- 2002 – Magyar Rádió eMeRTon-díja, az év énekese
- 2015 – Kossuth-díj megosztva a Hot Jazz Band tagjaival